# Список высших учебных заведений Ханты-Мансийского автономного округа
В список высших учебных заведений Ханты-Мансийского автономного округа включены образовательные учреждения высшего и высшего профессионального образования, находящиеся на территории Ханты-Мансийского автономного округа и участвовавшие в мониторинге Министерства образования и науки Российской Федерации 2015 года. Этим критериям в Ханты-Мансийском автономном округе соответствует 8 вузов и 22 филиала.
Филиалы вузов, головные организации которых находятся в иных субъектах федерации, сгруппированы в отдельном списке. Порядок следования элементов списка — алфавитный.
Вузы, лицензия которых не действует на 20 октября 2015 года, отмечены цветом.

## Список высших образовательных учреждений
| Название                                                  | Категория         | Год основания | Месторасположение | Число студентов |
| --------------------------------------------------------- | ----------------- | ------------- | ----------------- | --------------- |
| Академический институт прикладной энергетики              | негосударственный | 2003          | Нижневартовск     | 161             |
| Западно-Сибирский институт финансов и права               | негосударственный | 1997          | Нижневартовск     |                 |
| Нижневартовский государственный университет               | государственный   | 1988 1992     | Нижневартовск     | 3812            |
| Сургутский государственный педагогический университет     | государственный   | 1986 1995     | Сургут            | 2784            |
| Сургутский государственный университет                    | государственный   | 1993          | Сургут            | 6973            |
| Сургутский институт мировой экономики и бизнеса «Планета» | негосударственный | 1992 1996     | Сургут            | 201             |
| Ханты-Мансийская государственная медицинская академия     | государственный   | 1999          | Ханты-Мансийск    | 515             |
| Югорский государственный университет                      | государственный   | 2001          | Ханты-Мансийск    | 4766            |

## Список филиалов высших образовательных учреждений
| Название | Категория         | Год основания | Месторасположение | Месторасположение головной организации | Число студентов |
| --- | ----------------- | ------------- | ----------------- | -------------------------------------- | --------------- |
| Сургутский филиал Сибирской государственной автомобильно-дорожной академии                                                      | государственный   | 2003          | Сургут            | Омск                                   |                 |
| Лангепасский филиал Российской академии народного хозяйства и государственной службы при Президенте Российской Федерации        | государственный   |               | Лангепас          | Москва                                 |                 |
| Нефтеюганский филиал Омского государственного технического университета                                                         | государственный   | 1999          | Нефтеюганск       | Омск                                   | 647             |
| Нижневартовский филиал Омского государственного технического университета                                                       | государственный   | 1997          | Нижневартовск     | Омск                                   | 1154            |
| Нижневартовский филиал Сибирской государственной автомобильно-дорожной академии                                                 | государственный   | 2000          | Нижневартовск     | Омск                                   |                 |
| Нижневартовский экономико-правовой институт (филиал Тюменского государственного университета)                                   | государственный   | 1993          | Нижневартовск     | Тюмень                                 | 1098            |
| Сургутский филиал Московской академии предпринимательства при Правительстве Москвы                                              | негосударственный | 1998          | Сургут            | Москва                                 |                 |
| Сургутский институт нефти и газа (филиал Тюменского государственного нефтегазового университета)                                | государственный   | 1966          | Сургут            | Тюмень                                 | 836             |
| Сургутский институт экономики, управления и права (филиал Тюменский государственный университет)                                | государственный   | 1996          | Сургут            | Тюмень                                 |                 |
| Сургутский филиал Омского государственного технического университета                                                            | государственный   | 1997          | Сургут            | Омск                                   | 1133            |
| Филиал в Нижневартовске Института международного права и экономики имени А. С. Грибоедова                                       | негосударственный | 1996          | Нижневартовск     | Москва                                 |                 |
| Филиал в Сургуте Столичной финансово-гуманитарной академии                                                                      | негосударственный | 1997          | Сургут            | Москва                                 |                 |
| Филиал в Советском Российского государственного профессионально-педагогического университета                                    | государственный   | 1997          | Советский         | Екатеринбург                           |                 |
| Филиал в Нижневартовске Южно-Уральского государственного университета                                                           | государственный   | 1995          | Нижневартовск     | Челябинск                              | 1486            |
| Филиал в Советском Российского государственного социального университета                                                        | государственный   | 2000          | Советский         | Москва                                 |                 |
| Филиал в Сургуте Российского государственного социального университета                                                          | государственный   | 1995          | Сургут            | Москва                                 |                 |
| Филиал в Нефтеюганске Тюменского государственного нефтегазового университета                                                    | государственный   | 1987          | Нефтеюганск       | Тюмень                                 |                 |
| Филиал в Нижневартовске Тюменского государственного нефтегазового университета                                                  | государственный   | 1981          | Нижневартовск     | Тюмень                                 | 1718            |
| Ханты-Мансийский институт дизайна и прикладных искусств (филиал Уральской государственной архитектурно-художественной академии) | государственный   |               | Ханты-Мансийск    | Екатеринбург                           | 81              |
| Ханты-Мансийский филиал Московского государственного института культуры                                                         | государственный   | 2001          | Ханты-Мансийск    | Химки                                  |                 |
| Ханты-Мансийский филиал Института управления                                                                                    | негосударственный |               | Ханты-Мансийск    | Архангельск                            |                 |
| Ханты-Мансийский филиал Уральского института коммерции и права                                                                  | негосударственный | 1998          | Ханты-Мансийск    | Екатеринбург                           |                 |